# Mongolia ai Giochi della XXVIII Olimpiade
La Mongolia partecipò ai Giochi della XXVIII Olimpiade, svoltisi ad Atene, Grecia, dal 13 al 29 agosto 2004, con una delegazione di 20 atleti impegnati in sette discipline.

## Medaglie
Medaglie di bronzo
| Medaglia | Nome                        | Sport | Evento          |
| -------- | --------------------------- | ----- | --------------- |
| Bronzo   | Khashbaataryn Tsagaanbaatar | Judo  | −60 kg maschile |

## Delegazione
| Sport             | Uomini | Donne | Totale |
| ----------------- | ------ | ----- | ------ |
| Atletica leggera  | 1      | 1     | 2      |
| Judo              | 6      | 2     | 8      |
| Lotta             | 4      | 2     | 6      |
| Nuoto             | 1      | -     | 1      |
| Pugilato          | 1      | -     | 1      |
| Sollevamento pesi | -      | 1     | 1      |
| Tiro              | -      | 1     | 1      |
| Totale            | 13     | 7     | 20     |

## Risultati

### Atletica leggera
| Q | Qualificato al turno successivo per la Classifica in qualificazione                                                          |
| q | Qualificato per il turno successivo per ripescaggio o, negli eventi su campo, conquistando la misura minima per qualificarsi |

Maschile
Eventi su pista e strada
| Atleta             | Evento   | Tempo    | Classifica |
| ------------------ | -------- | -------- | ---------- |
| Bat-Ochiryn Ser-Od | Maratona | 2h33'24" | 75º        |

Femminile
Eventi su pista e strada
| Atleta                       | Evento   | Tempo    | Classifica |
| ---------------------------- | -------- | -------- | ---------- |
| Luvsanlkhündegiin Otgonbayar | Maratona | 3h48'42" | 66ª        |

### Judo
Maschile
| Athlete                     | Evento  | Sedicesimi di finale           | Ottavi di finale                  | Quarti di finale          | Semifinali               | Ripescaggio 1             | Ripescaggio 2                  | Ripescaggio 3        | Finale / FB               | Finale / FB     |
| Athlete                     | Evento  | Avversaria Risultato           | Avversaria Risultato              | Avversaria Risultato      | Avversaria Risultato     | Avversaria Risultato      | Avversaria Risultato           | Avversaria Risultato | Avversaria Risultato      | Classifica      |
| --------------------------- | ------- | ------------------------------ | --------------------------------- | ------------------------- | ------------------------ | ------------------------- | ------------------------------ | -------------------- | ------------------------- | --------------- |
| Khashbaataryn Tsagaanbaatar | −60 kg  | Shah (IND) V 1000–0000         | Williams-Murray (USA) V 1000–0000 | Choi (KOR) V 1000–0000    | Nomura (JPN) P 0000–1000 | Bye                       | Bye                            | Bye                  | Uematsu (ESP) V 0010–0000 | Bronzo          |
| Gantömöriin Dashdavaa       | −66 kg  | Vazagashvili (GRE) V 0100–0010 | Uchishiba (JPN) P 0000–1001       | non qualificato           | non qualificato          | Lencina (ARG) P 0001–1011 | non qualificato                | non qualificato      | non qualificato           | non qualificato |
| Damdiny Süldbayar           | −73 kg  | Zeļonijs (LAT) V 1110–0011     | Etoga (CMR) V 0010–0001           | Makarov (RUS) P 0000–0120 | non qualificato          | Bye                       | Kevkhishvili (GEO) P 0000–0120 | non qualificato      | non qualificato           | non qualificato |
| Damdinsürengiin Nyamkhüü    | −81 kg  | Arteaga (CUB) P 0001–0130      | non qualificato                   | non qualificato           | non qualificato          | non qualificato           | non qualificato                | non qualificato      | non qualificato           | non qualificato |
| Tsend-Ayuushiin Ochirbat    | −90 kg  | Bayu (INA) V 0101–0001         | Honorato (BRA) P 0100–0101        | non qualificato           | non qualificato          | non qualificato           | non qualificato                | non qualificato      | non qualificato           | non qualificato |
| Batjargalyn Odkhüü          | −100 kg | Jikurauli (GEO) P 0000–1000    | non qualificato                   | non qualificato           | non qualificato          | non qualificato           | non qualificato                | non qualificato      | non qualificato           | non qualificato |

Femminile
| Athlete                  | Evento | Sedicesimi di finale  | Ottavi di finale              | Quarti di finale     | Semifinali           | Ripescaggio 1        | Ripescaggio 2        | Ripescaggio 3        | Finale / FB          | Finale / FB     |
| Athlete                  | Evento | Avversaria Risultato  | Avversaria Risultato          | Avversaria Risultato | Avversaria Risultato | Avversaria Risultato | Avversaria Risultato | Avversaria Risultato | Avversaria Risultato | Classifica      |
| ------------------------ | ------ | --------------------- | ----------------------------- | -------------------- | -------------------- | -------------------- | -------------------- | -------------------- | -------------------- | --------------- |
| Khishigbatyn Erdenet-Od  | −57 kg | Bye                   | Kusakabe (JPN) P 0002–0020    | non qualificata      | non qualificata      | non qualificata      | non qualificata      | non qualificata      | non qualificata      | non qualificata |
| Erdene-Ochiryn Dolgormaa | +78 kg | Lee (TPE) V 0021–0001 | Prokof"jeva (UKR) P 0001–0200 | non qualificata      | non qualificata      | non qualificata      | non qualificata      | non qualificata      | non qualificata      | non qualificata |

### Lotta
Libera
Maschile
| Atleta                    | Evento  | Fase a gironi            | Fase a gironi            | Fase a gironi            | Fase a gironi | Quarti di finale     | Semifinale           | Finale / FB          | Finale / FB |
| Atleta                    | Evento  | Avversario Risultato     | Avversario Risultato     | Avversario Risultato     | Pos.          | Avversario Risultato | Avversario Risultato | Avversario Risultato | Pos.        |
| ------------------------- | ------- | ------------------------ | ------------------------ | ------------------------ | ------------- | -------------------- | -------------------- | -------------------- | ----------- |
| Bayaraagiin Naranbaatar   | −55 kg  | Nourzad (IRI) V 3–0 PO   | Kim (KOR) P 1–3 PP       | N.D.                     | 2º            | non qualificato      | non qualificato      | non qualificato      | 12º         |
| Oyuunbilegiin Pürevbaatar | −60 kg  | Guerrero (USA) V 3–1 PP  | P'ogosian (GEO) P 1–3 PP | N.D.                     | 2º            | non qualificato      | non qualificato      | non qualificato      | 13º         |
| Tüvshintöriin Enkhtuyaa   | −96 kg  | Çakıroğlu (TUR) V 5–0 TO | Šamaraŭ (BLR) P 0–3 PO   | N.D.                     | 3º            | non qualificato      | non qualificato      | non qualificato      | 21º         |
| Gelegjamtsyn Ösökhbayar   | −120 kg | Hrynkevič (BLR) V 3–0 PO | Rezaei (IRI) P 0–3 PO    | Bojadžiev (BUL) P 0–5 TO | 3º            | non qualificato      | non qualificato      | non qualificato      | 12º         |

Femminile
| Atleta                  | Evento | Fase a gironi            | Fase a gironi          | Fase a gironi | Fase a gironi         | Quarti di finale     | Semifinale           | Finale / FB | Finale / FB |
| Atleta                  | Evento | Avversario Risultato     | Avversario Risultato   | Pos.          | Avversario Risultato  | Avversario Risultato | Avversario Risultato | Pos.        |             |
| ----------------------- | ------ | ------------------------ | ---------------------- | ------------- | --------------------- | -------------------- | -------------------- | ----------- | ----------- |
| Tsogtbazaryn Enkhjargal | −48 kg | Berthenet (FRA) P 1–3 PP | Ross (GBS) V 4–0 ST    | 2ª            | Wagner (GER) P 0–5 TO | non qualificata      | non qualificata      | 8ª          |             |
| Ochirbatyn Burmaa       | −72 kg | Vryonī (GRE) P 1–3 PP    | Sajenko (UKR) P 0–3 PO | 3ª            | non qualificata       | non qualificata      | non qualificata      | 10ª         |             |

### Nuoto
Maschile
| Atleta         | Evento             | Batteria  | Batteria   | Semifinale      | Semifinale      | Finale          | Finale          |
| Atleta         | Evento             | Risultato | Classifica | Risultato       | Classifica      | Risultato       | Classifica      |
| -------------- | ------------------ | --------- | ---------- | --------------- | --------------- | --------------- | --------------- |
| Andryein Tamir | 100 m stile libero | 57"29     | 64º        | non qualificato | non qualificato | non qualificato | non qualificato |

### Pugilato
Maschile
| Atleta                     | Evento       | Sedicesimi di finale | Ottavi di finale     | Quarti di finale     | Semifinali           | Finale               | Finale          |
| Atleta                     | Evento       | Avversaria Risultato | Avversaria Risultato | Avversaria Risultato | Avversaria Risultato | Avversaria Risultato | Classifica      |
| -------------------------- | ------------ | -------------------- | -------------------- | -------------------- | -------------------- | -------------------- | --------------- |
| Uranchimegiin Mönkh-Erdene | Pesi leggeri | Medor (MRI) V 29–23  | Baik (KOR) P 22–33   | non qualificato      | non qualificato      | non qualificato      | non qualificato |

### Sollevamento pesi
Femminile
| Atleta                  | Evento | Strappo   | Strappo    | Slancio   | Slancio    | Totale | Classifica |
| Atleta                  | Evento | Risultato | Classifica | Risultato | Classifica | Totale | Classifica |
| ----------------------- | ------ | --------- | ---------- | --------- | ---------- | ------ | ---------- |
| Namkhaidorjiin Bayarmaa | −58 kg | 87,5      | 14ª        | 107,5     | 14ª        | 195    | 14ª        |

### Tiro a segno/volo
Femminile
| Atleta             | Evento                      | Qualificazioni | Qualificazioni | Finale          | Finale          |
| Atleta             | Evento                      | Punti          | Classifica     | Punti           | Classifica      |
| ------------------ | --------------------------- | -------------- | -------------- | --------------- | --------------- |
| Otrjadyn Gündėgmaa | Pistola 10 m aria compressa | 380            | =16ª           | non qualificata | non qualificata |
| Otrjadyn Gündėgmaa | Pistola 25 m                | 583            | 6ª Q           | 683.4           | 6ª              |